# Олександрівський сад (Москва)

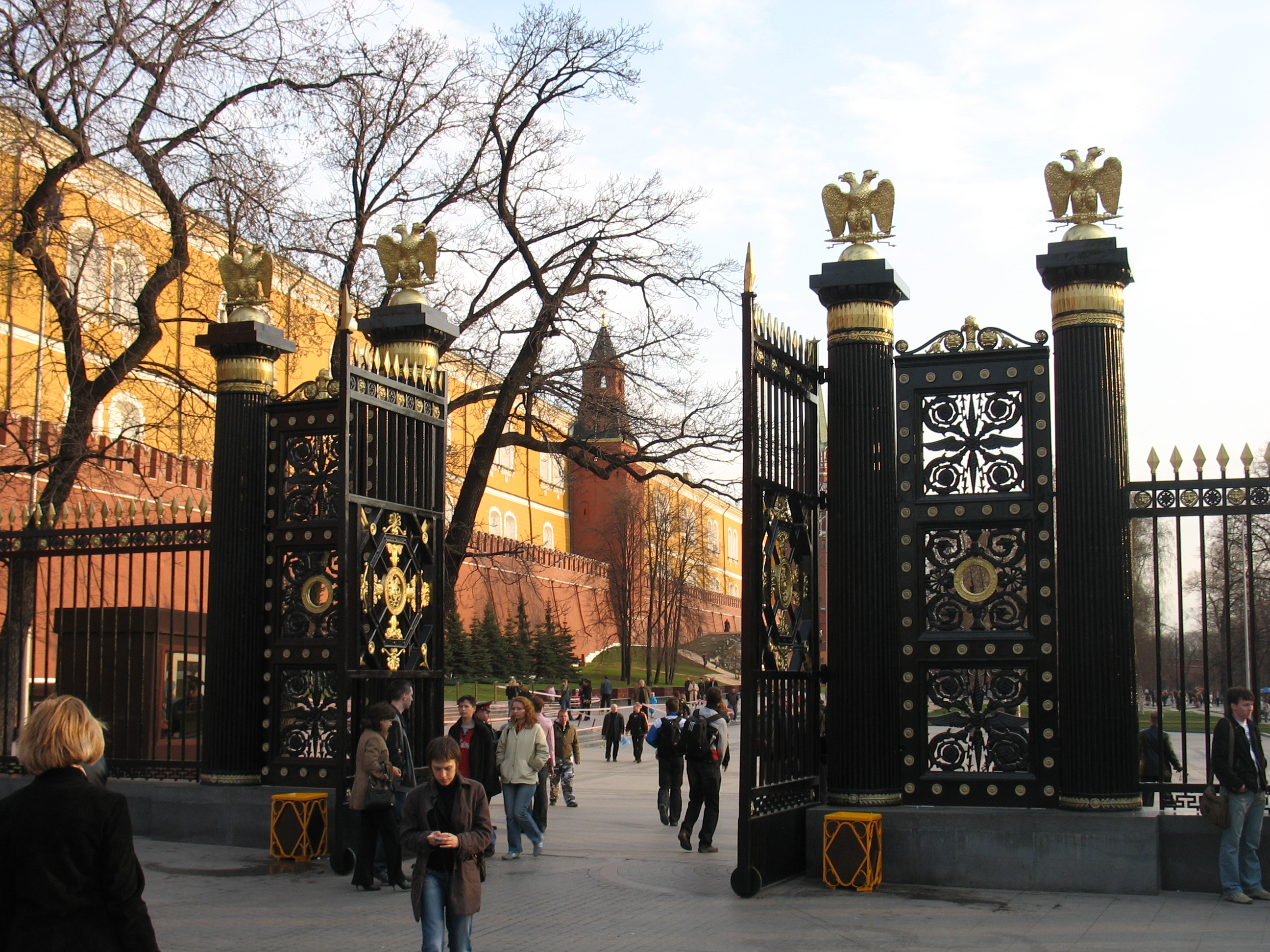
Головний вхід в Олександрівський сад

Олександрівський сад (рос. Александровский сад) — парк у центрі Москви. Розташований з північно-західного боку від Кремля.
Неподалік від нього — однойменна станція метро.
Площа саду становить близько 10 гектарів. У саду розташовано безліч історичних об'єктів — Кутаф'я вежа Кремля, Італійський грот, обеліск на 300-річчя Будинку Романових, перероблений більшовиками на пам'ятник революціонерам і теоретикам соціалізму.

## Історія
Сади на місці річища прибраної під землю річки Неглинки були розбиті за проектом архітектора Йосипа Бове в 1820—1823 роках у рамках плану з відновлення Москви після пожежі 1812 року. Роботи почалися за указом імператора Олександра I і сади (Верхній, Середній і Нижній) були названі на його честь в 1856 році, до цього сади були Кремлівськими.
Сьогодні сад заведено іменувати в однині, але межі між Верхнім садом (довжиною 350 метрів) від Кутової Арсенальної вежі до Троїцького мосту (поруч Кутаф'ївої вежі), Середнім — від Троїцької до Боровицької вежі (довжина 382 м) і Нижнім (132 м) як і раніше добре помітні.

## Верхній сад
У Верхньому саду розташований грот «Руїни». Грот в саду задуманий як нагадування про війну 1812 року, його крила викладені уламками московських будинків, зруйнованих армією Наполеона. Про меморіальне значення саду нагадують і виготовлені за кресленнями архітектора Є. Ф. Паскаля чавунна брама, що відкриває собою головний вхід у сад — з боку Кремлівського проїзду і Історичного музею, вкриті символікою військового тріумфу. У цього входу розташована Могила невідомого солдата з Вічним вогнем — Пост № 1. Трохи південніше — споруди, присвячені містам-героям. Недалеко звідси 8 травня 2010 року президентами трьох країн: Д. Медведєвим, В. Януковичем і О. Лукашенком була відкрита стела, присвячена містам військової слави.
Тут же біля головного входу 10 липня 1914 року було відкрито Романовський обеліск до 300-річчя царювання Романових. У 1918 році імена Романових були замінені на імена мислителів-соціалістів і революційних діячів, а символи царської влади і герби губерній Росії видалені — їх сліди, як і раніше добре помітні. У 1966 році монумент перенесли на нинішнє місце у центрі Верхнього саду.
Північна частина саду примикає до комплексу підземних споруд на Манежній площі. Ковані ґрати, що огороджують цю частину саду, виконані по малюнку архітектора Ф. М. Шестакова.

## Нижній сад
Нижній сад був відкритий останнім у 1823 році. У Нижньому саду немає прогулянкових алей, і в наш час[коли?] він закритий для відвідувачів.

## Цікаві факти
В 1872 році в тимчасових павільйонах, побудованих в саду (а також на Кремлівській набережній і Варварській площі) відбувалася Політехнічна виставка.

## Сад у мистецтві
- У саду відбувається частина дії роману М. О. Булгакова «Майстер і Маргарита».
- Сад грає важливу роль в книзі О. Піманова, Б. Янковського і телесеріалі «Олександрівський сад».
- Дія на початку роману «Азазель» (Борис Акунін) відбувається в Олександрівському саду.

## Галерея

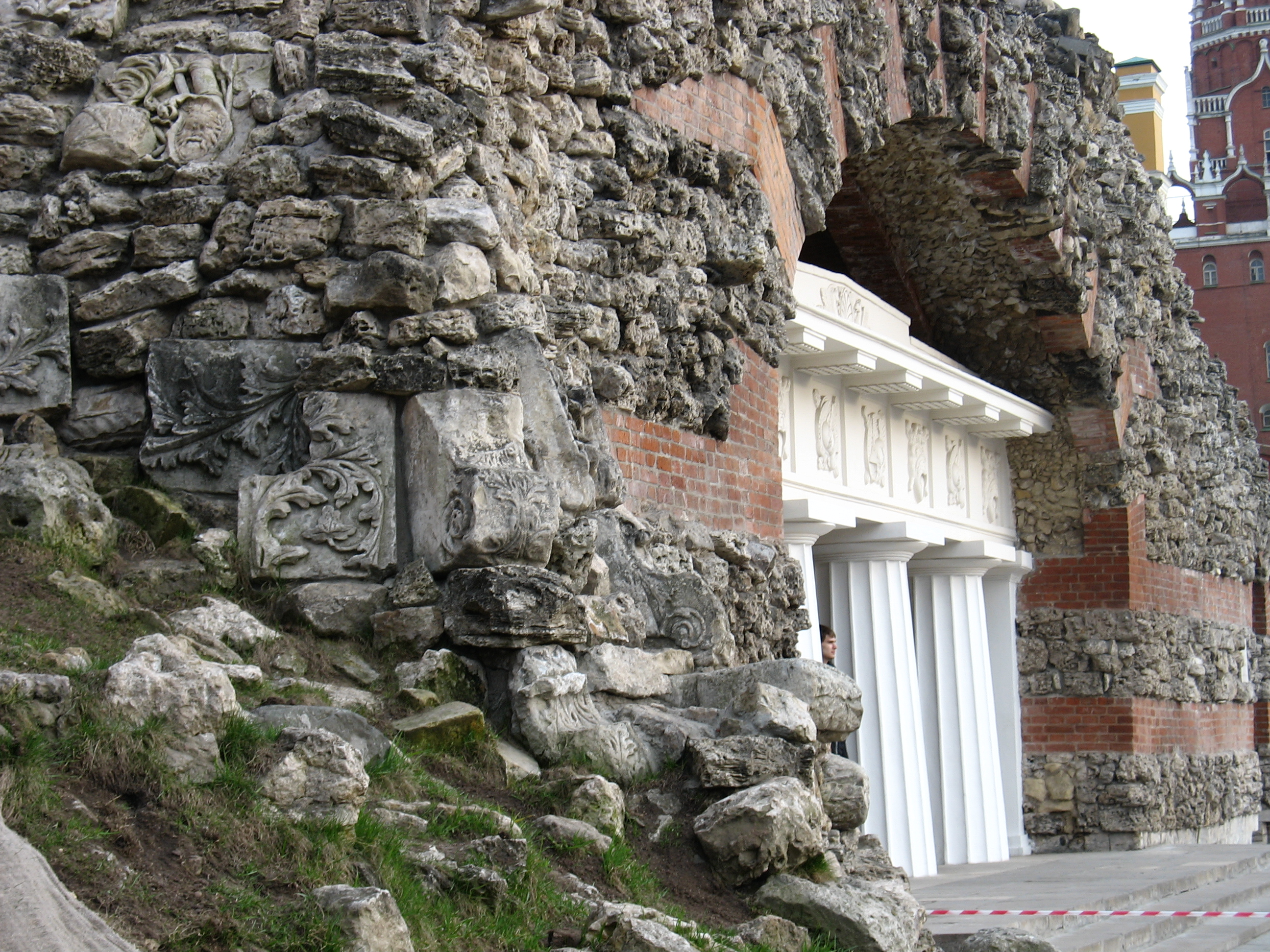
Грот у Олександрівському саді
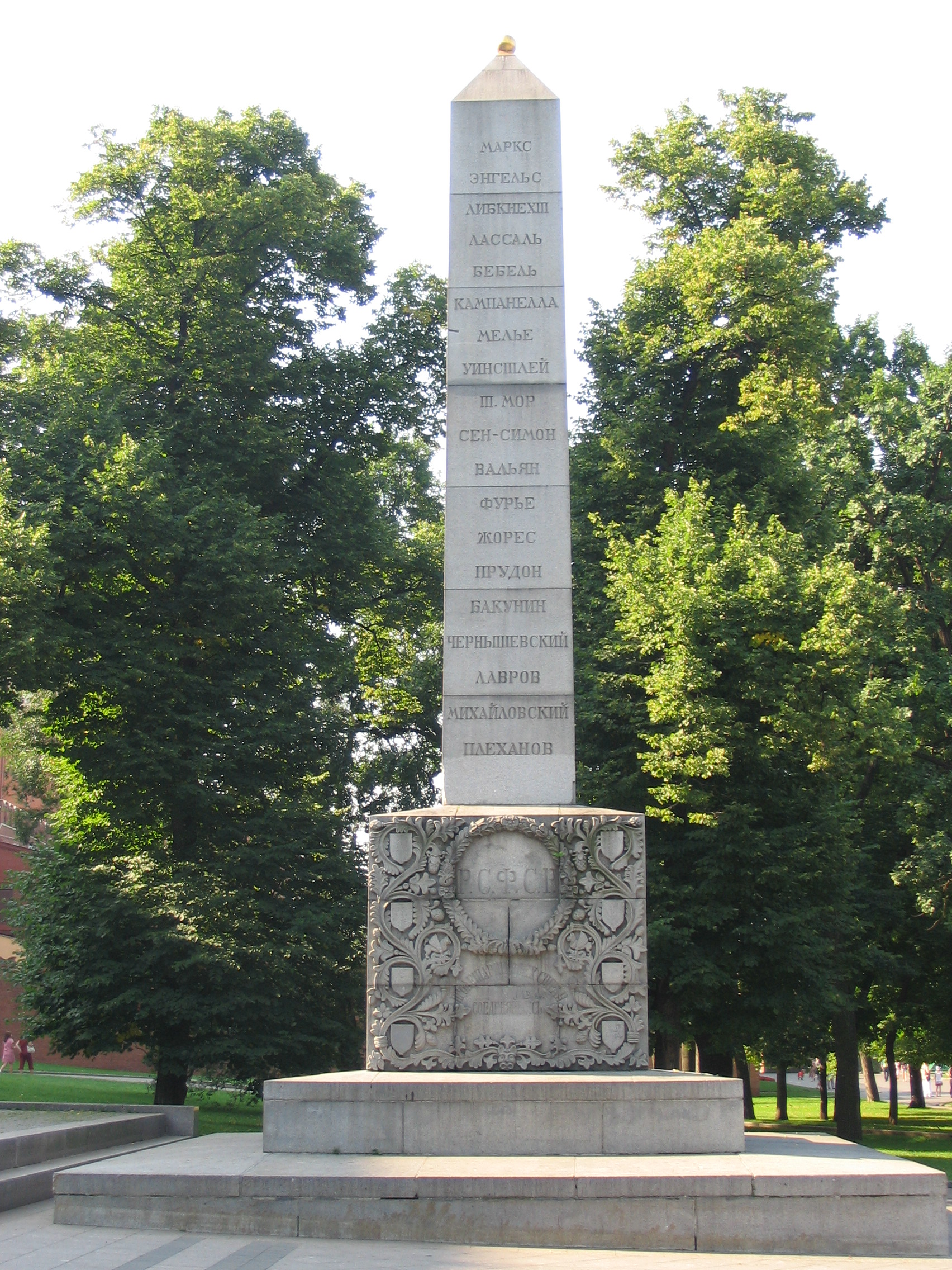
Пам'ятник-обеліск у Олександрівському саді
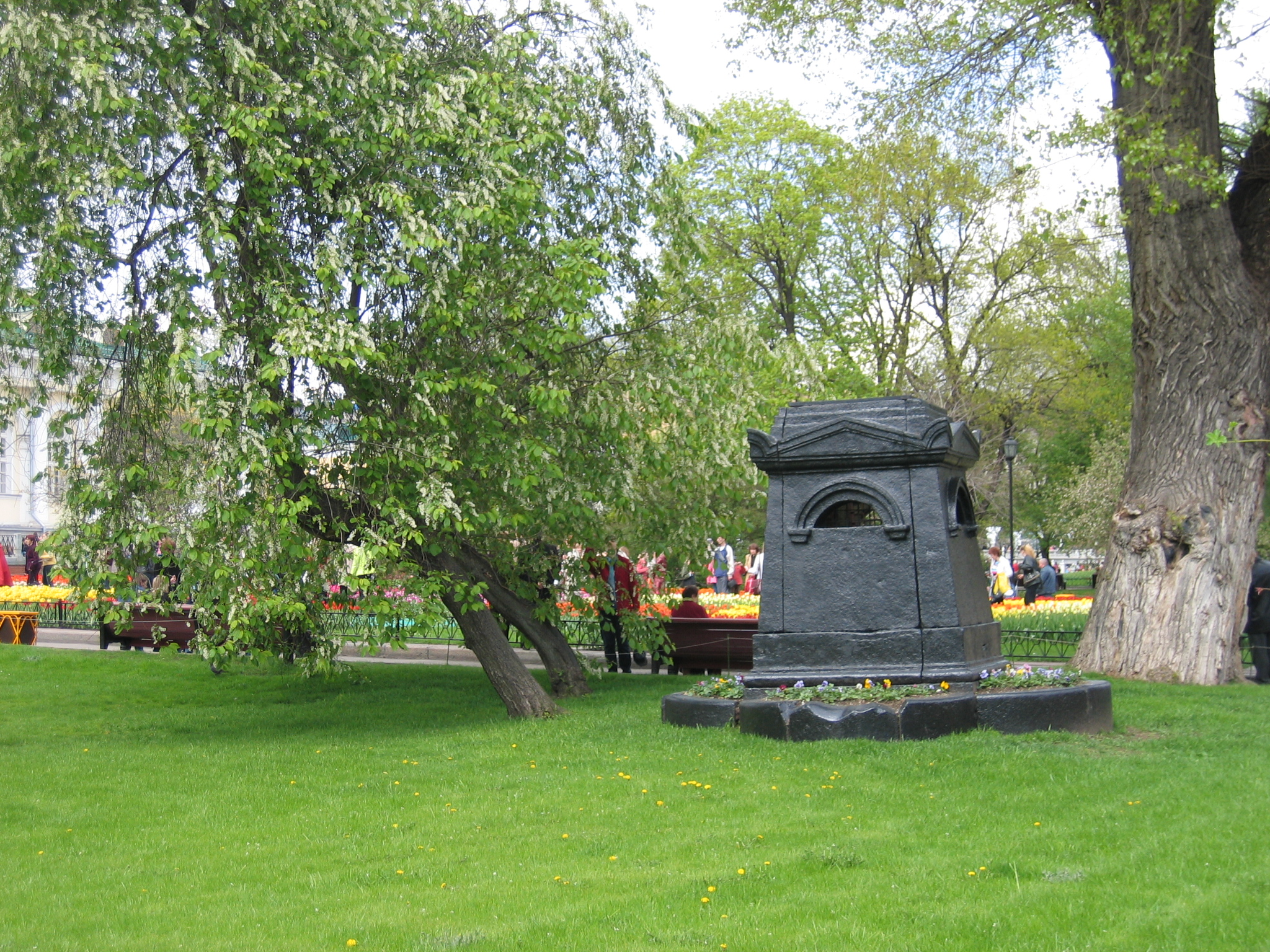
Вентиляційна решітка річки Неглинної, стилізована під античний жертовник
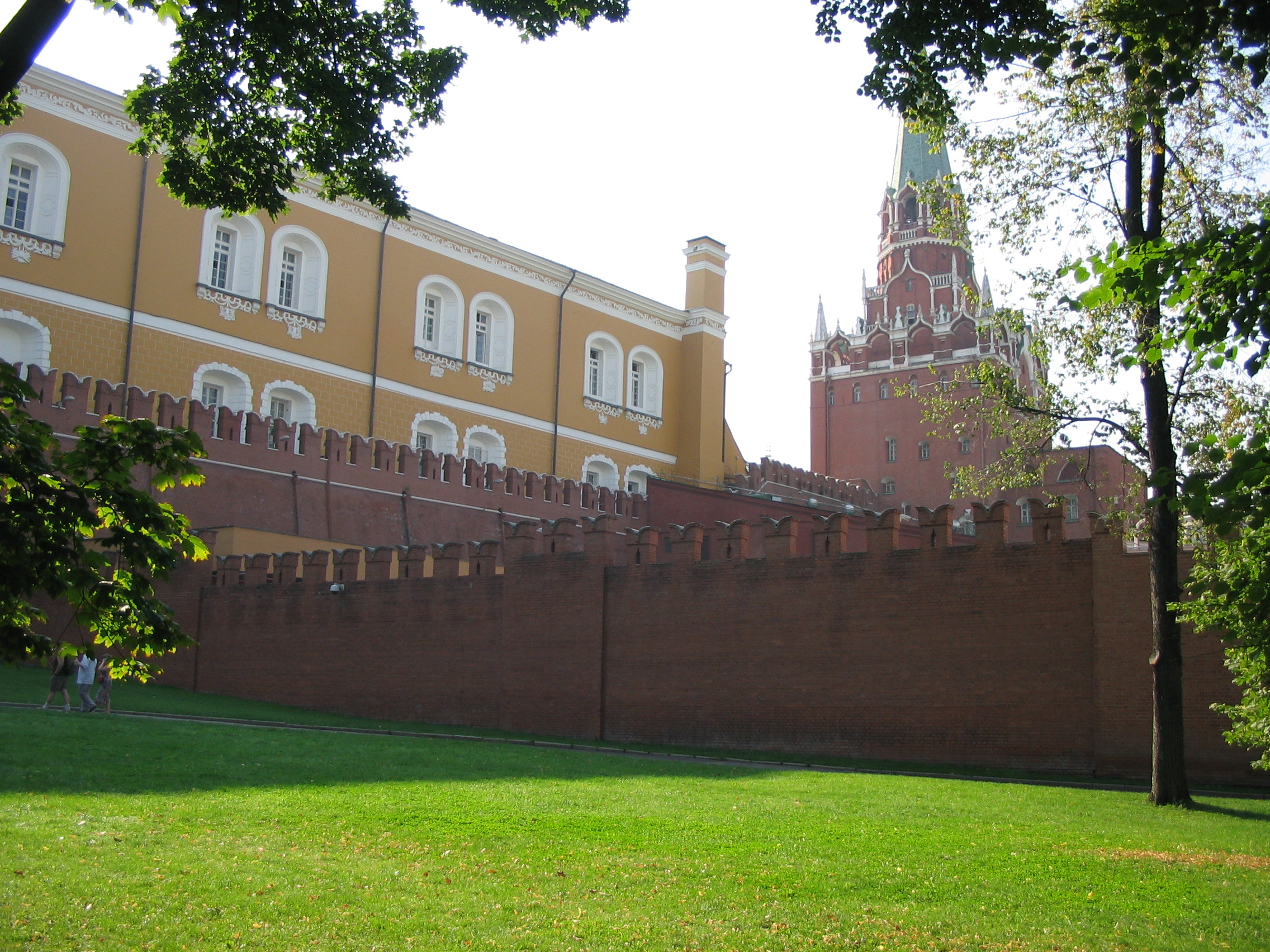